# Carfax, Oxford
Carfax är en gatukorsning i centrala Oxford i England. Den bildar mötespunkt mellan två av stadens centrala gågator, Cornmarket Street (norr) och Queen Street (väster), samt genomfartsgatorna High Street (öster) och St Aldate's (söder). Traditionellt räknas Carfax som stadens officiella mittpunkt, och används bland annat för universitetets avståndsberäkning. Namnet kommer från det franska uttrycket för "korsning" (franska: carrefour, i sin tur från latinets quadrifurcus).
Vid korsningen låg tidigare 1100-talskyrkan St Martin's, som revs med undantag för tornet 1896 för att bredda gatan. Det kvarvarande tornet, St Martin's Tower, kallas även Carfax Tower efter korsningen. Tornet tillhör Oxfords stad och är öppet för turister som utsiktsplats.